# 聖杯 (塔羅牌)
在塔羅牌中，聖杯是小阿爾克那中的其中一個花色。在四要素中象徵水之要素，水屬性的星座包括巨蟹座、天蠍座和雙魚座，都是柔情似水的星座。圓形的聖杯可見聖杯是陰性的牌組，而且更屬陰中之陰，代表的是女性的心靈層面。牌組所代表的大都是人的情感和人際關係。在問及有關感情的問題時很少甚至沒有聖杯牌便表示大家對對方的感情未必很重了，當然亦需顧及當時牌陣的實際情況才能再作解釋。至於聖杯宮廷牌，一般設想人格特徵為比較敏感而浪漫的。

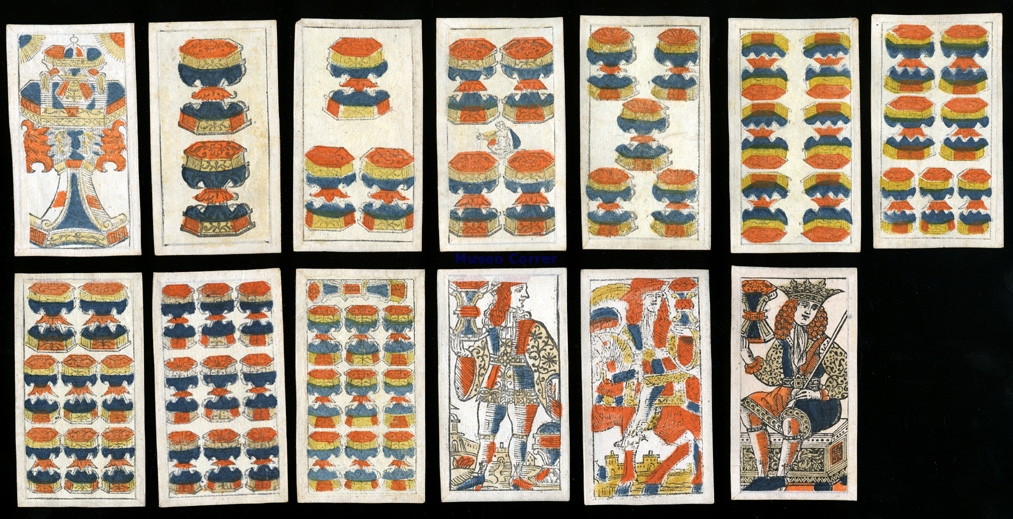
18世纪一种塔罗牌中的圣杯